# Lazzaro Papi
Lazzaro Papi, né le 23 octobre 1763 à Pescia, mort le 25 décembre 1834 à Lucques, est un voyageur et historien italien.

## Biographie
Lazzaro Papi naquit à Pontito, village sur la frontière du Diocèse de Pistoia, en 1763, et étudia successivement à Lucques et à Pise. En 1792, il partit pour les Indes avec un de ses amis, prit du service chez un des princes indigènes et devint un des officiers de son armée. Il fit la guerre contre Tipû Sâhib et s’y distingua. Il était absent depuis dix ans, lorsque l’amour de la patrie lui fit abandonner cette contrée ; il effectua son retour par la mer Rouge, l’Égypte et la Grèce, recueillant partout une riche moisson d’observations. Rentré en Italie, il y occupa des emplois honorables sous les différents gouvernements qui se succédèrent, entre autres celui de censeur du lycée de Lucques, pendant le règne d’Elisa Baciocchi, sœur de Napoléon. Maintenu dans cet emploi par l’ancienne reine d’Etrurie Marie-Louise, il fut nommé bibliothécaire de la ville en 1815, puis choisi par le duc Charles-Louis pour précepteur de son fils, le prince Ferdinand-Charles. Papi est mort à Lucques à la fin de décembre 1834.

## Œuvres
- Lettres sur les Indes orientales, remplies de notes précieuses ;
- une traduction du Paradis perdu de Milton, la meilleure que possède l’Italie. Elle a eu plusieurs éditions ; la quatrième fut publiée à Lucques en 1829, 2 vol. in-8°, avec une Vie de Milton et les discours d’Addison.
- Une traduction du poème d’Armstrong sur l’Art de conserver la santé ;
- une traduction du Manuel d'Épictète, réimprimée à Lucques en 1829, in-8° ;
- une Histoire de la révolution française depuis la mort de Louis XVI jusqu’à la restauration (Commentarii della rivoluzione francese dalla morte di Luigi XVI fino al ristabilimento de Borboni sut trono di Francia), Lucques, 1830- 1831 , 6 vol. in-8°.

Il existe deux éloges de Lazzaro Papi : l’un a été prononcé par Luigi Fornaciari, le jour même des funérailles, et l’autre par Telesforo Bini, dans la séance solennelle de l’académie de Lucques, le 12 février 1835. Publiés d’abord séparément, ils ont été réunis en un seul volume (Lucques, 1835), avec diverses poésies faites en l’honneur de l’illustre défunt.

## Sources
- « Papi (Lazare) », dans Louis-Gabriel Michaud, Biographie universelle ancienne et moderne : histoire par ordre alphabétique de la vie publique et privée de tous les hommes avec la collaboration de plus de 300 savants et littérateurs français ou étrangers, 2e édition, 1843-1865 [détail de l’édition]